# Dżebeł
Dżebeł (bułg. Джебел, tur. Cebel) – miasto w południowej Bułgarii, w obwodzie Kyrdżali, ośrodek administracyjny gminy Dżebeł. Według danych szacunkowych Ujednoliconego Systemu Ewidencji Ludności oraz Usług Administracyjnych dla Ludności, 15 czerwca 2020 roku miejscowość liczyła 3552 mieszkańców.

## Zabytki
Do rejestru zabytków wpisana jest twierdza Ustra.